# British Aerospace

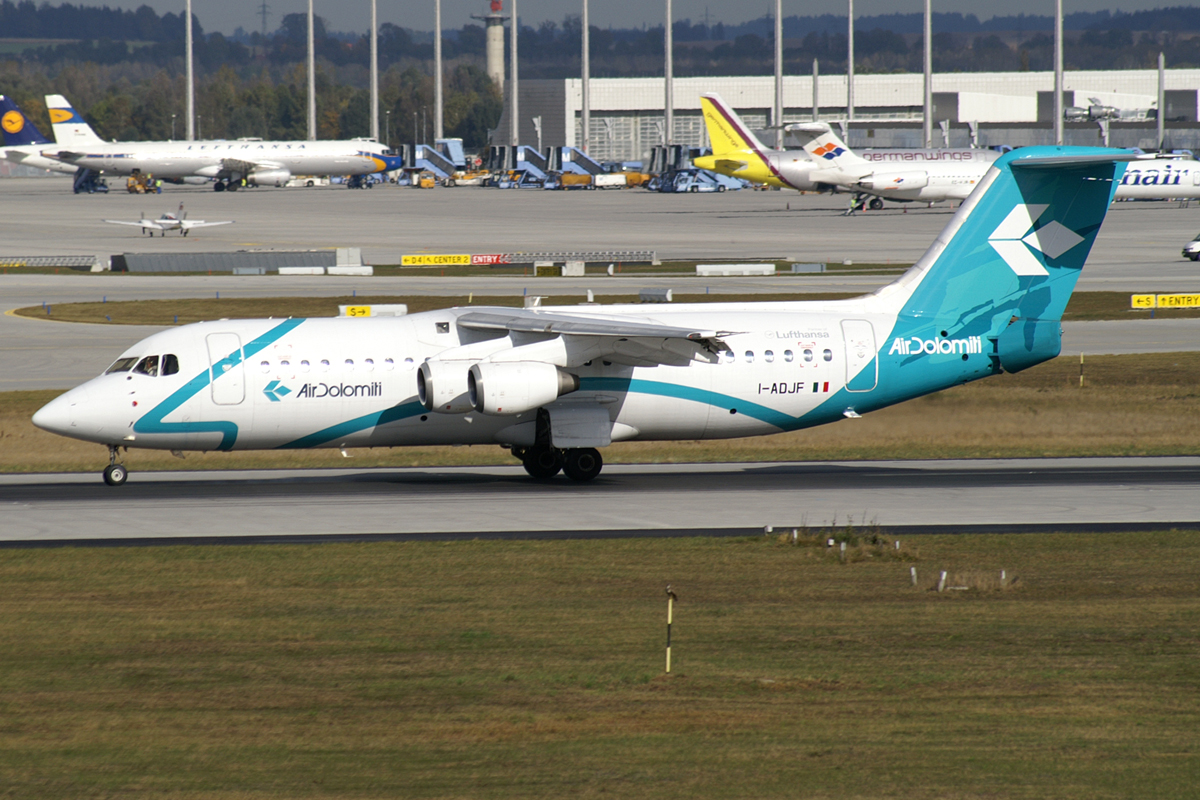
BAe 146 Regional Jet van Air Dolomiti

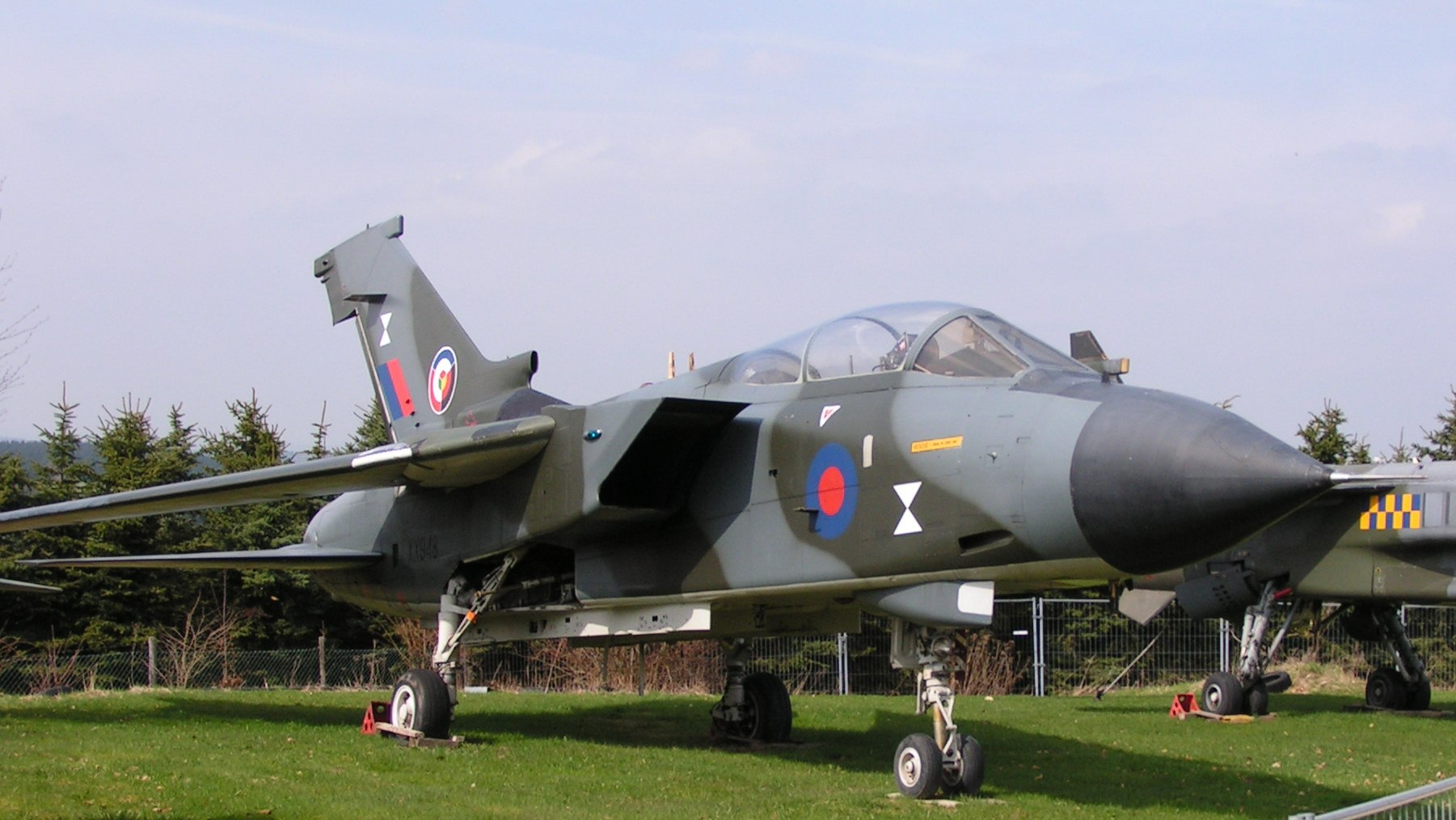
Panavia Tornado

British Aerospace (BAe) was een vliegtuigfabrikant uit het Verenigd Koninkrijk. Sinds de fusie met GEC's Marconi Electronic Systems in 1999 maakt deze deel uit van BAE Systems.

## Geschiedenis
Het bedrijf is op 29 april 1977 opgericht, nadat British Aircraft Corporation, Hawker Siddeley Aviation, Hawker Siddeley Dynamics en Scottish Aviation genationaliseerd en samengevoegd werden door de Britse regering onder de Aircraft And Shipbuilding Industries Act.
Conform de regels van de British Aerospace Act 1980 werd British Aerospace vanaf 1 januari 1981 een naamloze vennootschap. Op 4 februari 1981 verkocht de regering 51,57% van de aandelen. In 1981 behaalde het bedrijf een omzet van £1662 miljoen en een nettowinst van £62,6 miljoen. Het telde 79.200 medewerkers die civiele en militaire vliegtuigen, geleide wapens en satellieten maakten. De rest van de aandelen werd in 1985 verkocht, maar wel werd een symbolisch aandeel van £1 aangehouden zodat het vetorecht tegen buitenlandse inmenging niet verloren ging.
Op 26 september 1985 ondertekenden het Verenigd Koninkrijk en Saoedi-Arabië het Al Yamamah contract, met BAe als belangrijkste leverancier. Deze contracten, uitgebreid in 1990, betroffen de levering van Tornado jachtbommenwerpers en luchtverdedigingsjagers, BAe Hawk trainers, Rapier luchtdoelraketten, diverse werkzaamheden aan de infrastructuur en maritieme vaartuigen. De waarde van de Al Yamamah overeenkomsten werden geschat op zo'n £20 miljard en maakten een groot deel uit van de omzet van BAe. In 1993 werd de overeenkomst uitgebreid met de koop van nog een 48 Tornado bommenwerpers. In 2011 volgde een contract voor de levering van 72 Eurofighter Typhoons aan Saoedi-Arabië.
In 1986 werd BAe deelnemer een het Eurofighter project. Naast het Verenigd Koninkrijk deden nog vier andere Europese landen mee, Duitsland, Frankrijk, Italië en Spanje, al trok Frankrijk zich korte tijd later terug uit het project.
In 1987 werd de Nederlandse bouwer Ballast Nedam overgenomen voor £44 miljoen. De aannemer heeft vooral gewerkt aan Al Yamamah projecten in Saoedi-Arabië. In 1993 droogden de opdrachten op en BAe verkocht Ballast Nedam voor £175 miljoen aan een consortium van ING Groep en het Duitse bouwbedrijf Hochtief.
In 1988 kocht BAe het staatsbedrijf Rover Group voor £150 miljoen. Met deze overname werd het bedrijf fors groter. In 1990 kwam de jaaromzet voor het eerst boven de 10 miljard pond uit. Van de totale omzet van £10.540 miljoen was £3,8 miljard gerelateerd aan de verkoop van motorvoertuigen en de rest kwam uit de traditionele activiteiten. De defensie activiteiten leverde veruit de grootste bijdrage aan de winst. BAe telde dat jaar 129.100 medewerkers.
In 1991 zag BAe zijn aandelenkoers voor het eerst tot onder de 100 pence dalen; dit door grote uitgaven en een economische recessie. Het bedrijf leed een verlies van £152 miljoen, vooral de civiele vliegtuigen en auto's schreven rode cijfers en daarbovenop kwam een buitengewone last van £280 miljoen voor toekomstige reorganisaties. Alleen een nieuwe topman, Richard Evans, en een noodwet voorkwamen het faillissement van het bedrijf. General Electric Company plc, dat later zijn defensietak verkocht aan BAe, had op dit moment BAe bijna opgekocht. In de grootste afschrijfactie tot dan toe werden in 1992 diverse niet-kerntaken afgestoten.
In 1994 werd de Rover Group verkocht aan BMW, BAe werd hiermee verlost van een verlieslatende activiteit en zo'n 30.000 medewerkers. BMW betaalde £800 miljoen voor 80% van de aandelen van Rover en Honda hield een minderheidsbelang van 20%.
In 1998 stonden consolidaties op defensiegebied centraal, zowel met Europese als met Amerikaanse deelnemers. Verwacht werd dat BAe zou samengaan met het Duitse DASA, om zo een pan-Europese luchtvaartreus te worden, maar BAe verkoos om samen te gaan met GEC's Marconi Electronic Systems. Deze fusie maakte het mogelijk om de Amerikaanse markt verder te veroveren. Aanvankelijk werd het bedrijf New British Aerospace genoemd; na de oprichting op 30 november 1999 werd dit BAE Systems.
Na deze beslissing fuseerde DASA met Aérospatiale-Matra tot European Aeronautic Defence and Space Company (EADS). In december 1999 kwam hier het Spaanse CASA nog bij.

### Tijdlijn
‎{{
}}

## Belangrijke doorbraken
- 1979 - BAe werd weer lid van Airbus, nadat het Verenigd Koninkrijk in april 1969 eerst de ondersteuning van het consortium terugtrok.
- 1985 - In juni werden de eerste Panavio Tornado IDS afgeleverd aan de RAF en op 9 augustus rolde de eerste Panavia Tornado ADV (Air Defense Variant) van de productieband.
- 1985 - op 26 september werd het Al Yamamah contract getekend met Saoedi-Arabië
- 1994 - In maart maakte de eerste Eurofighter Typhoon zijn eerste vlucht vanuit Manching, Duitsland. Op 6 april gevolgd door de tweede, gebouwd door BAe.
- 1997 - BAe voegde zich bij het team voor de Lockheed Martin X-35 Joint Strike Fighter.

## Overnames/opgerichte divisies
- 1986 - Eurofighter GmbH gevormd samen met Alenia Aeronautics, Construcciones Aeronáuticas (CASA) en DASA voor de ontwikkeling van de Eurofighter Typhoon.
- 1987 - Royal Ordnance
- 1988 - The Rover Group plc
- 1989 - British Aerospace plc werd een holding en de verschillende onderdelen van het concern werden zelfstandige bedrijven.
- 1991 - Heckler & Koch GmbH.
- 1991 - 30% aandelen gekocht van Hutchison Telecommunications
- 1991 - BAeSEMA, een samenwerkingsverband met de Sema Group voor maritieme systemen.
- 1991 - Euroflag, een Europees samenwerkingsverband voor de ontwikkeling van de Airbus A400M
- 1992 - Op 1 januari wordt British Aerospace Defence Ltd opgericht als werkmaatschappij van BAe. Drie voorheen aparte bedrijven op defensiegebied werken nu als divisies binnen deze werkmaatschappij.
  - British Aerospace (Military Aircraft) Ltd.
  - British Aerospace (Dynamics) Ltd
  - Royal Ordnance plc
- 1992 - British Aerospace Corporate Jets Ltd opgericht.
- 1992 - Avro RJ Regional Jets opgericht om de Avro RJ-series (AVRO RJ-85 en AVRO RJ-100) te produceren, een doorontwikkeling van de BAe 146.
- 1994 - BAeSEMA, Siemens Plessey en GEC-Marconi vormen tezamen UKAMS Ltd, de Britse partner in de samenwerking met Eurosam in het Principal Anti-Air Missile System (PAAMS) consortium.
- 1995 - BAe, de Defence Research Agency (later onderdeel van DERA), GEC-Marconi en Cray Research Ltd richten het Farnborough Supercomputing Centrum op voor onderzoeksdoeleinden.
- 1995 - Saab Military Aircraft en BAe ondertekenen een contract voor de gezamenlijke ontwikkeling en verkoop voor de exportversie van de Saab JAS39 Gripen.
- 1996 - BAe en Matra Defense gaan samenwerken op het gebied van raketten onder de naam Matra BAe Dynamics.
- 1998 - De Britse activiteiten van Siemens Plessey Systems worden overgenomen van Siemens AG. DASA neemt de Duitse activiteiten over.
- 1998 - UKAMS wordt een volle dochter van BAe Dynamics.
- 1998 - 50% van de aandelen van SEMA zijn in handen van BAeSEMA.
- 1999 - In november werd Marconi Electronic Systems overgenomen van General Electric, hieruit werd BAE Systems gevormd.

## Ontbindingen
- 1993 - British Aerospace Corporate Jets Ltd en Arkansas Aerospace Inc worden verkocht aan Raytheon. BAe blijft nog wel de vleugels en rompdelen maken voor de Hawker straalvliegtuigen.
- 1994 - Rover Group verkocht aan BMW.
- 1994 - British Aerospace Space Systems verkocht aan Matra Marconi Space.
- 1998 - 16,11% van de aandelen in Orange plc verkocht; er resteerde nog 5%. Het pakket aandelen Orange was een gevolg van een 30% deelname in Hutchinson.